# Sugar
Sugar je první singl americko-arménské heavy metalové skupiny System of a Down z alba System of a Down a zároveň první singl kapely vůbec.

## Videoklip
Před hudbou je vysílání zpráv (viz níže), poté se spustí hudba a kapela vystupuje v prázdném sále na pódiu, s americkou vlajkou v pozadí, hraní je prokládáno videi ukazujícími hrůzy holocaustu, jaderných testů a násilí ve světě.
Tankian a Malakian mají pomalované obličeje, basák Shavo Odadjian má pokreslenou hruď a bubeník John Dolmayan hraje s plynovou maskou.